# Бакспорт (Південна Кароліна)
Бакспорт (англ. Bucksport) — переписна місцевість (CDP) в США, в окрузі Горрі штату Південна Кароліна. Населення — 745 осіб (2020).

## Географія
Бакспорт розташований за координатами 33°40′7″ пн. ш. 79°6′36″ зх. д. / 33.66861° пн. ш. 79.11000° зх. д. (33.668538, -79.110055).  За даними Бюро перепису населення США в 2010 році переписна місцевість мала площу 10,94 км², з яких 10,89 км² — суходіл та 0,05 км² — водойми.

## Демографія
Згідно з переписом 2010 року, у переписній місцевості мешкало 876 осіб у 338 домогосподарствах у складі 229 родин. Густота населення становила 80 осіб/км².  Було 423 помешкання (39/км²).
Расовий склад населення:
| - 90,2 % — чорних або афроамериканців - 8,0 % — білих |

До двох чи більше рас належало 1,0 %. Частка іспаномовних становила 1,9 % від усіх жителів.
За віковим діапазоном населення розподілялося таким чином: 24,0 % — особи молодші 18 років, 61,5 % — особи у віці 18—64 років, 14,5 % — особи у віці 65 років та старші. Медіана віку мешканця становила 43,0 року. На 100 осіб жіночої статі у переписній місцевості припадало 80,6 чоловіків;  на 100 жінок у віці від 18 років та старших — 78,1 чоловіків також старших 18 років.
Середній дохід на одне домашнє господарство  становив 35 465 доларів США (медіана — 24 196), а середній дохід на одну сім'ю — 46 960 доларів (медіана — 32 031). За межею бідності перебувало 31,3 % осіб, у тому числі 100,0 % дітей у віці до 18 років та 23,2 % осіб у віці 65 років та старших.
Цивільне працевлаштоване населення становило 337 осіб. Основні галузі зайнятості: роздрібна торгівля — 27,3 %, освіта, охорона здоров'я та соціальна допомога — 22,0 %, мистецтво, розваги та відпочинок — 13,6 %, транспорт — 11,6 %.